# Srednja nadbubrežna arterija
Srednja nadbubrežna arterija (lat. arteria suprarenalis media) je parna krvna žila u trbušnoj šupljini, grana trbušne aorte (lat. aorta abdominalis) koja oksigeniranom krvlju opskrbljuje nadbubrežnu žlijezdu.
Lijeva i desna srednja nadbubrežna arterija polaze sa strane trbušne aorte i anastomoziraju s gornjom nadbubrežnom arterijom (lat. arteria suprarenalis superior) i donjom nadbubrežnom arterijom (lat. arteria suprarenalis inferior).